# Сан Хасинто (река)
Сан Хасинто (на английски: San Jacinto River), (на испански: Rio San Jacinto) е река в Тексас, САЩ. Тя изтича от язовир Сан Хасинто в южния край на езерото Хюстън в североизточната част на окръг Харис. Реката тече в югоизточна посока около 45 км до устието си на залива Галвестън. Както езерото Хюстън, така и река Сан Хасинто се образува от сливането на Ийст Форк (110 км) и Уест Форк (145 км). Реката отводнява площ от 3976 квадратни мили. Реката е плавателна на около 30 км от устието и.
От началото на 18 век френските търговци достигат до реката, която по това време е в спорна територия с Испания. През 1822 – 23 г. американски заселници основават селище на източния бряг на реката. Реката става най-известна с битката, в която на 21 април 1836 г. тексаските сили водени от Сам Хюстън побеждават мексиканската армия на Антонио Лопес де Санта Ана и обявяват независимостта на Тексас.